# Two for Tonight
Two for Tonight – amerykański film komediowy z 1935 roku w reżyserii Franka Tuttle’a z udziałem Binga Crosby’ego, Mary Boland i Joan Bennett.

## Obsada
- Bing Crosby jako Gilbert Gordon
- Joan Bennett jako Bobbie Lockwood
- Mary Boland jako pani Smythe
- Lynne Overman jako Harry Kling
- Thelma Todd jako Lilly Bianco
- Douglas Fowley jako Pooch Donahue
- Maurice Cass jako Alexander Myers
- Ernest Cossart jako Homps
- Eddie Kane jako Charlie

i inni